# Ruffieux
Ruffieux är en kommun i departementet Savoie i regionen Auvergne-Rhône-Alpes i sydöstra Frankrike. Kommunen ligger i kantonen Ruffieux som tillhör arrondissementet Chambéry. År 2022 hade Ruffieux 808 invånare.

## Befolkningsutveckling
Antalet invånare i kommunen Ruffieux
| Referens: INSEE |